# Ère de la fragmentation

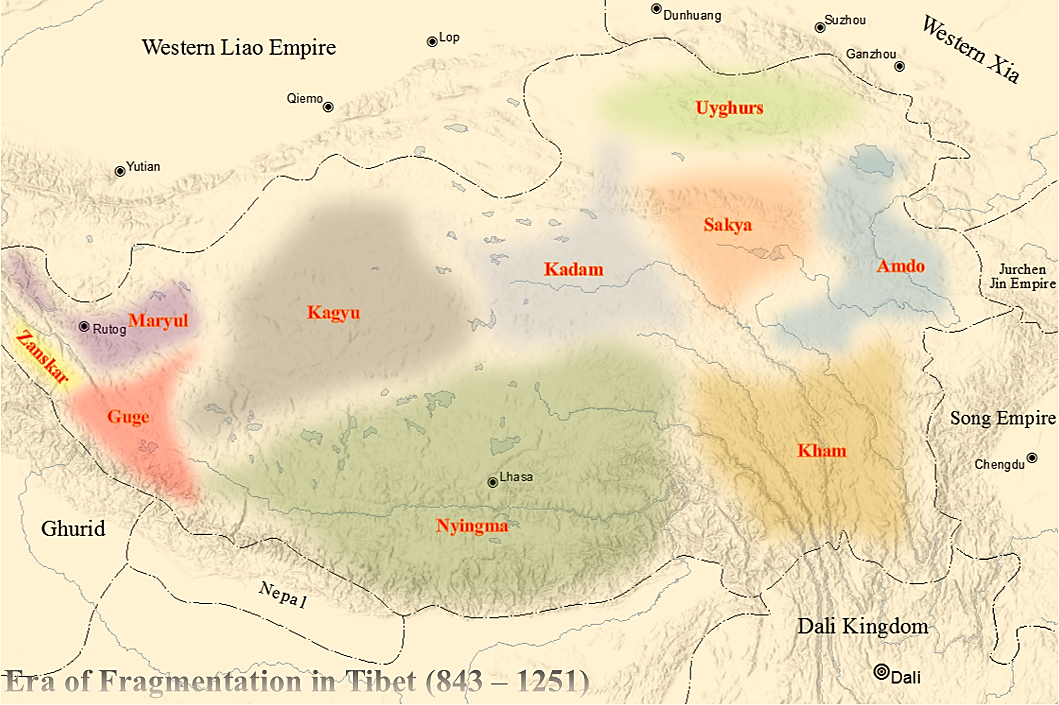
Théocraties du Tibet vers 900, pendant l'ère de la fragmentation

L’Ère de la fragmentation (tibétain : བོད་ཁམས་སིལ་བུར་འཐོར་བའི་དུས་སྐབས།, Wylie : bod khams sil bur 'thor ba'i dus skabs, THL : bö kham sil bur torwé dü kap, également appelée en chinois : 吐蕃分裂时期 ; pinyin : Tǔfān fēnliè shíqī) est une période de l'histoire du Tibet située entre le IXe et le XIe siècle, où l'Empire du Tibet se divise, en raison de guerres de pouvoir des seigneurs de guerre, en différentes entités territoriales opposées les unes aux autres. Elle commence selon certaines sources en 847 et se termine 1264, lors des invasions mongoles qui mettent en place la direction par l'école sakya, et la division en treize myriarchies en 1260.
Après l'assassinat du dernier empereur, Langdarma, par un ermite bouddhiste en 841 ou 842, une guerre pour le pouvoir commence entre ses deux fils Yumtän (tibétain : མངའ་བདག་ཡུམ་བརྟན་, Wylie : mang' bdag yum-brtan, THL : Ngadak Yumten) et Ösung (tibétain : འོད་སྲུང་།, Wylie : 'od srung, THL : ösung ou tibétain : མངའ་བདག་འོད་སྲུང།, Wylie : mang' bdag vod-srung, THL : Ngadak Ösung). Les successeurs d'Ösung contrôlent alors le Ngari, qui devient le royaume de Gugé, tandis que ceux de Yumtän contrôlent l'Ü.
Kyide Nyimagon, arrière-petit-fils de Langdarma, fuyant la situation dans l'Ü-Tsang, part à l'Ouest du Ngari, dont il prend le contrôle, en ou après 912, puis conquiert Puhrang et le royaume de Gugé.
Au XIe siècle, Gyalsé fonde et gouverne une fédération correspondant approximativement à la province du Qinghai et au Corridor du Hexi dans l'actuelle province du Gansu, les Tangoutes de la dynastie des Xia occidentaux contrôlant une région au Nord-Est.